# South Park: Phone Destroyer
Pour l’article homonyme, voir South Park.
South Park: Phone Destroyer est un jeu vidéo développé par RedLynx et édité par Ubisoft, basé sur l'univers du dessin animé South Park. Il est sorti sur iOS et Android le 9 novembre 2017.

## Système de jeu
South Park: Phone Destroyer est un jeu vidéo de stratégie en temps réel dans lequel le joueur rencontrera un grand nombre de personnages issu de la série télévisée South Park. Ce jeu est un free-to-play où le joueur doit construire un deck de cartes avant d'affronter d'autres joueurs ou de continuer l'aventure solo. Chaque carte correspond à des personnages ou des objets connus dans la série TV, comme la carte Homoursporc. De plus, comme dans South Park : Le Bâton de la vérité, le joueur incarne le New Kid qu'il est possible de personnaliser.
Au cours d'une partie, le joueur peut déployer ses cartes grâce à l'énergie récoltée au cours de l'affrontement. Il existe diverses types de cartes comme les tanks ou les assassins à distance, mais aussi les cartes éléments qui octroient un pouvoir spécial. Une fois apparu sur le terrain de jeu, les personnages avancent en scrolling horizontal.

## Développement
Le jeu est développé en collaboration avec Trey Parker et Matt Stone qui double toujours les personnages en version originale.
Après l'annonce du jeu à l'E3 2017, le jeu est sorti en phase bêta dans certains pays de l'Europe du Nord tels que le Danemark, la Finlande, la Norvège et la Suède.
Puis le jeu a lancé une phase de préinscriptions au cours du mois d'août avant la sortie officielle du titre.

## Accueil

### Récompenses
Le jeu a reçu quelques distinctions dans les divers salons de jeu vidéo avant sa sortie officielle. Il a notamment reçu le titre de meilleur jeu mobile par le site français Jeuxvideo.com lors de la Gamescom 2017.